# Ouville
Ouville ist eine französische Gemeinde mit 447 Einwohnern (Stand 1. Januar 2022) im Département Manche in der Region Normandie. Sie gehört zum Kanton Quettreville-sur-Sienne und zum Arrondissement Coutances. 
Nachbargemeinden sind Courcy im Nordwesten, Belval im Norden, Savigny im Nordosten, Montpinchon im Osten und Süden sowie Saussey im Südwesten.

## Bevölkerungsentwicklung

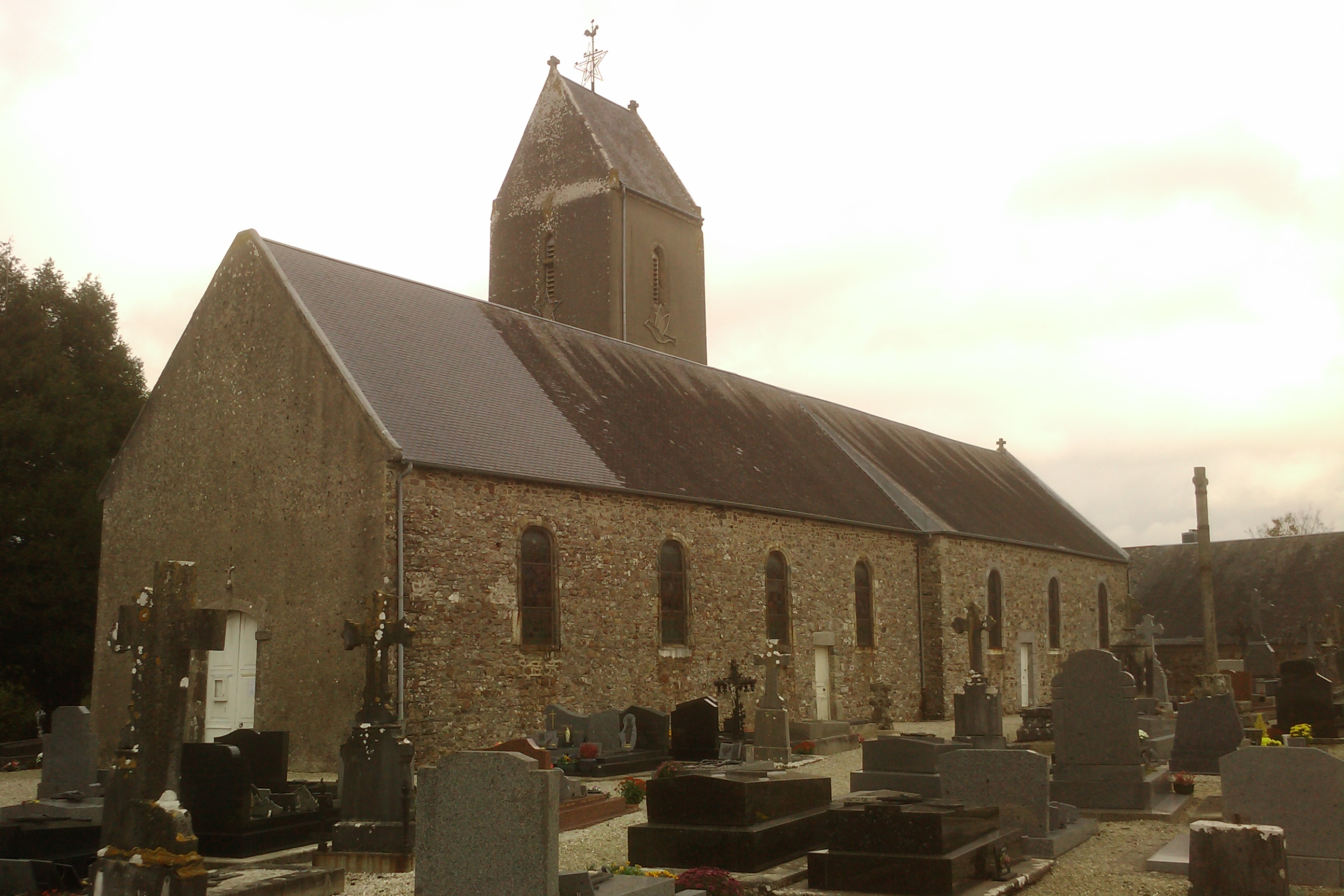
Kirche Notre-Dame in Ouville

| Jahr      | 1962 | 1968 | 1975 | 1982 | 1990 | 1999 | 2008 | 2018 |
| --------- | ---- | ---- | ---- | ---- | ---- | ---- | ---- | ---- |
| Einwohner | 506  | 447  | 416  | 412  | 377  | 396  | 440  | 448  |